# Garde civile de Haarlem

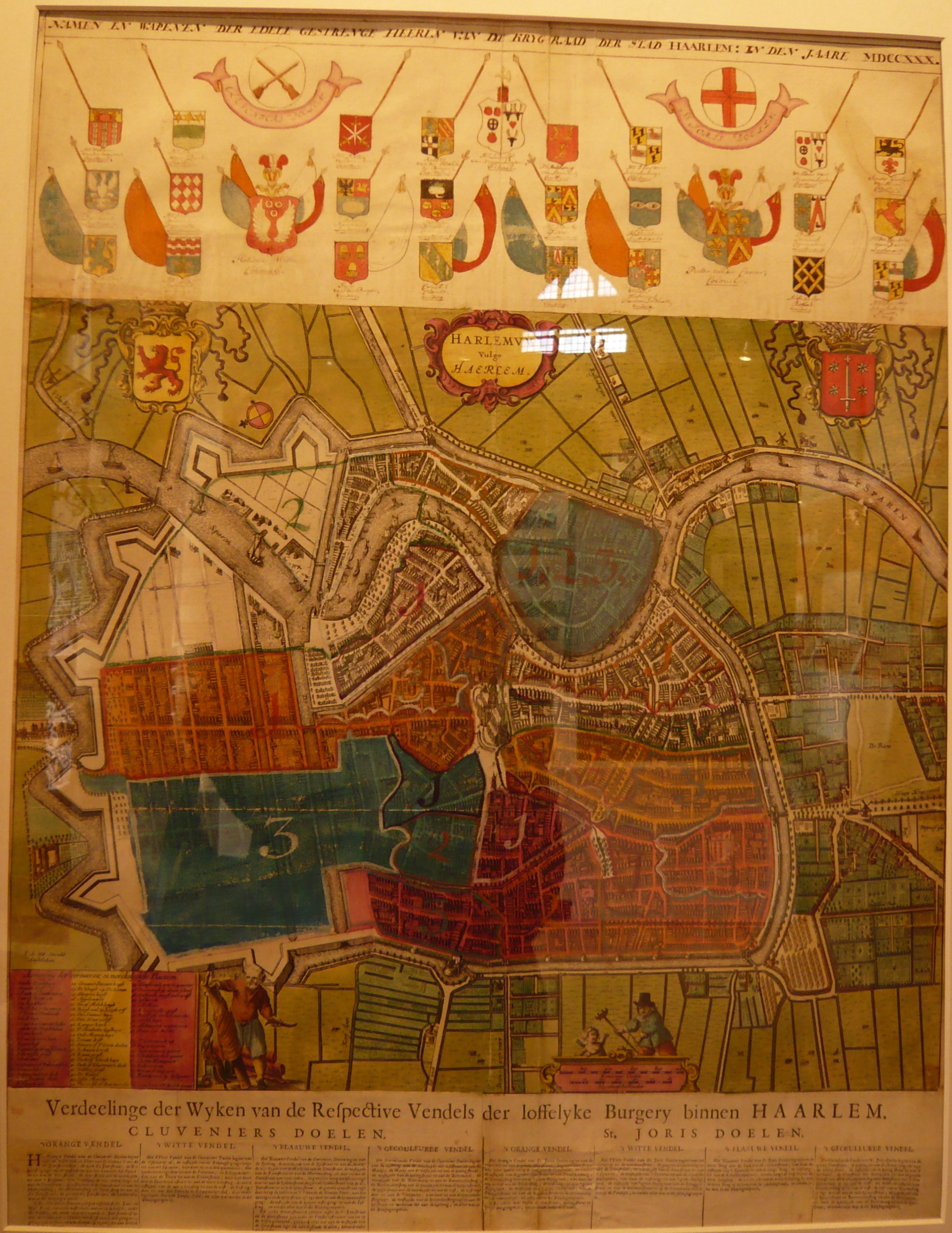
Vieille carte des différentes sections de Haarlem sous la coupelle des deux principales gardes civiles, celle de Saint-George et celle de Saint-Adrien, dire des Cluveniers.

La garde civile de Haarlem (en néerlandais : Haarlem schutterij) est le nom donné aux gardes civiles (« Schutterij ») de Haarlem, du Moyen Âge à la révolution batave de 1794, quand les guildes de Haarlem sont démantelées.

## Histoire

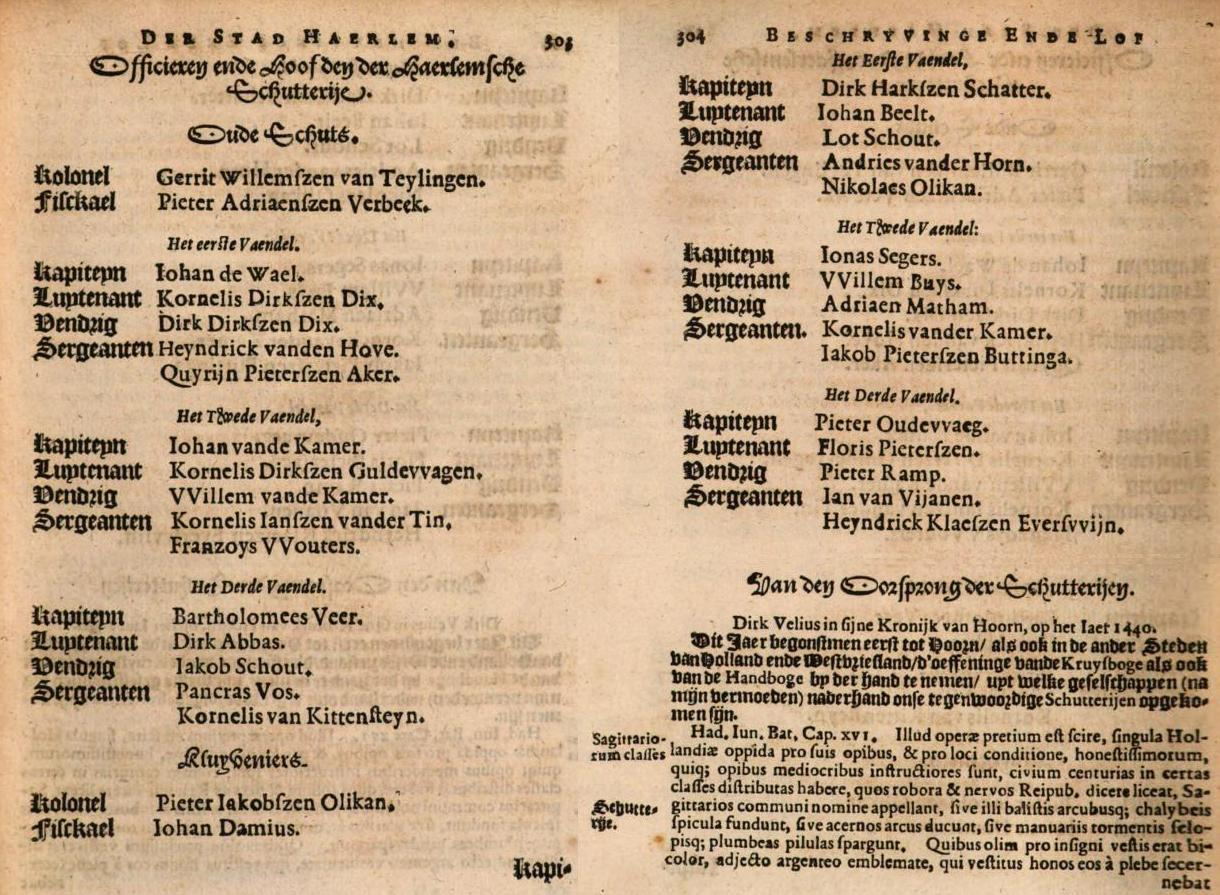
Listes des officiers des milices de Haarlem dans l'ouvrage de Samuel Ampzing, Beschrijvinge ende lof der stad Haerlem in Holland (« Description et Éloge de la ville de Haarlem en Hollande », 1616).

Pendant la guerre des Crochets et des Cabillauds en 1402, Haarlem crée une guilde (schutterij) d'archers sous le patronage de Saint George, constituée de 120 citoyens volontaires pour soutenir la cour de Justice locale. Le groupe possède son propre autel dans l'église Saint-Bavon et même ses propres processions dans la ville le jour du saint de leur guilde.
La ville subit les soulèvements de 1417 et 1422, puis après celui de 1425, une nouvelle milice est créée pour éduquer les jeunes hommes à l'utilisation d'un arc afin de défendre la ville en 1426 contre Jacqueline de Hainaut. Cette milice se fait construire un quartier général près de la rivière Spaarne. En 1468, une autre milice d'archers est créée sous le patronage de saint Sébastien. Vers 1500, Haarlem a ainsi trois milices, dont deux sous le patronage de Saint George (ou « Saint Joris »), toutes ayant leur propre autel dans des églises.
En 1520, les milices de Haarlem sont réorganisées : les deux de Saint-George sont fusionnées et une nouvelle est créée sous le patronage de saint Adrien, appelée également des cluveniers. Bien que le groupe de Saint-Sébastien soit encore actif, tous les miliciens utilisent en fait des mousquets vers 1560, et la ville possède même des canons, ce qui pousse à entraîner des canonniers (kannoniers). Ils conservent leurs activités sociales dans l'église, mais la réforme protestante commence à causer plusieurs problèmes pour leur soutien à la cour de Justice.
Les plus héroïques actes des milices de Haarlem ont eu lieu lors du siège de Haarlem par les Espagnols (1572 – 1573), qui a fini par une victoire des locaux. Après le passage à la république néerlandaise en 1581, les milices de Haarlem sont réorganisés en deux groupes : l'un conservant le nom de Saint-Georges (également appelé Oude schuts — « Vieux Miliciens »), l'autre de Saint-Adrien (les Cluveniers). Ces derniers héritent d'un nouvel établissement sur la Gasthuisstraat en 1612, leur faisant adopter le surnom de Nieuwe schuts (« Nouveaux Miliciens »). La séparation des deux groupes a été faite plus par besoin que par tradition, les deux groupes ayant été séparés géographiquement : l'un au nord de l'église de Saint-Bavon, l'autre au sud. Les activités des deux groupes autour de leurs autels respectifs, de même que leurs processions, sont néanmoins suspendues.
Aujourd'hui, beaucoup des miliciens ont été immortalisés dans des portraits de groupe du peintre Frans Hals et d'autres, et sont tous conservés au musée Frans-Hals.

## Cluveniers (groupes de Saint-Adrien)

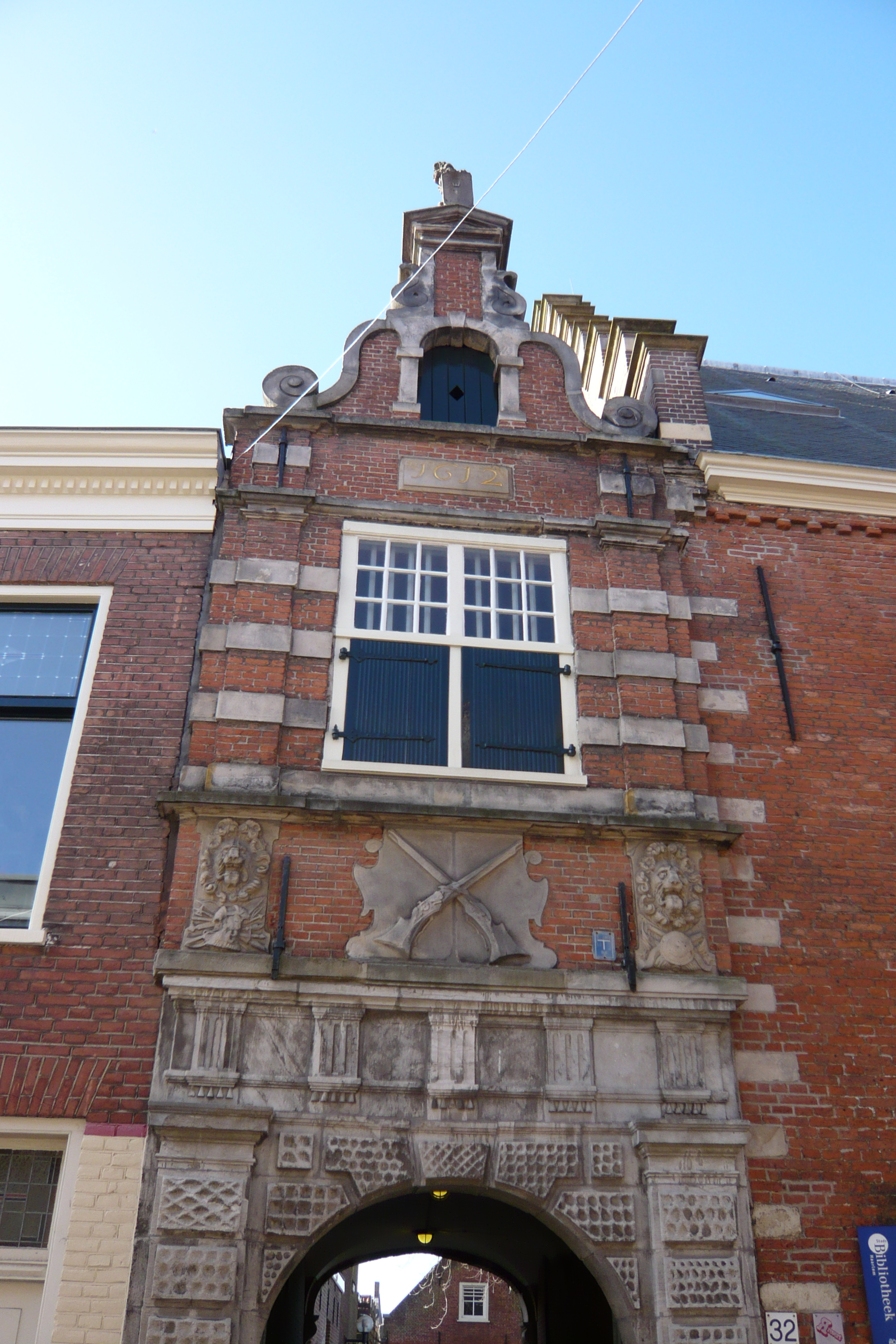
Clé de voûte du corps de garde de la place Doelen autour de laquelle la bibliothèque publique est aujourd'hui installée : on y voit les armes que les miliciens portaient.

Le terme Cluveniers signifie « mousquetaires » (ceux qui utilisent des mousquets). Le nom du groupe a changé plusieurs fois, selon les modes et les lieux où se réunissaient les membres de la guilde. Jusqu'au siège de Haarlem, les Cluveniers étaient sous le patronage de saint Adrien ; ils étaient aussi appelés les Jonge schuts (« Jeunes Miliciens ») à partir de 1520. Après la victoire sur le siège espagnol, les saints catholiques furent bannis et de nouveaux quartiers généraux furent construits. C'est alors qu'on les appela Nieuwe schuts (« Nouveaux Miliciens »). Celui qui a été construit sur Gasthuisstraat est toujours appelé aujourd'hui le Doelen en référence à cette époque ; c'est la bibliothèque publique de Haarlem. Les peintures de Frans Hals et d'autres étaient accrochées dans la réception du bâtiment ; tous les tableaux de schuttersstuk (portrait de groupe de milice) sont désormais conservés au musée Frans-Hals.

Œuvres représentant les groupes de Saint-Adrien
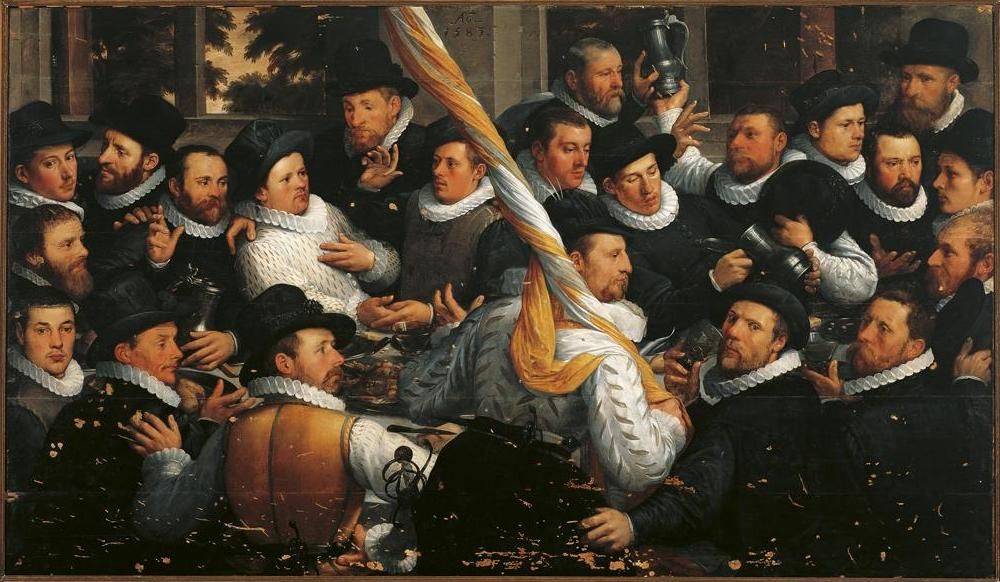
Cornelis Cornelisz van Haarlem, Banquet des officiers du Jeune Jan Adriaensz van Veen, 1583.
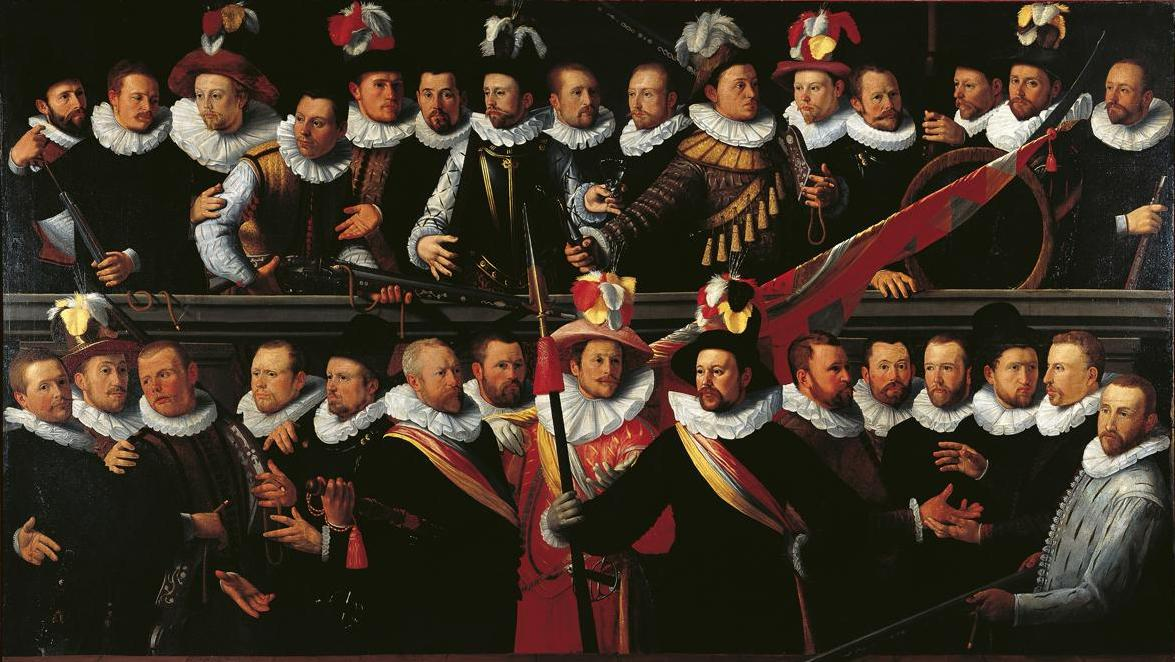
Artiste inconnu, Miliciens des milices de Haarlem, 1594.
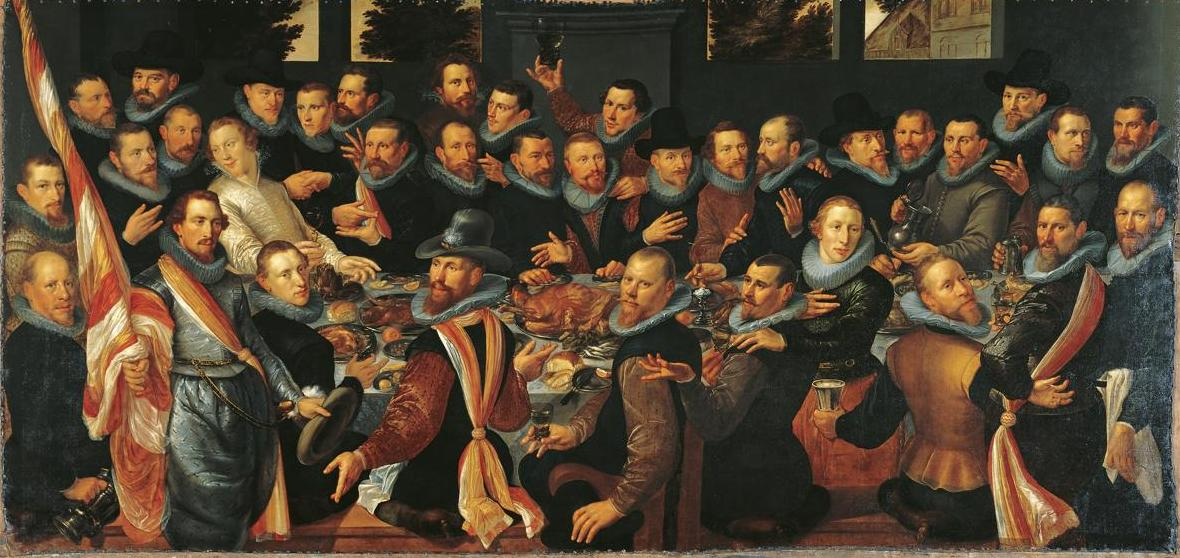
Frans Pietersz. de Grebber, Repas des officiers des Cluveniers, 1610.
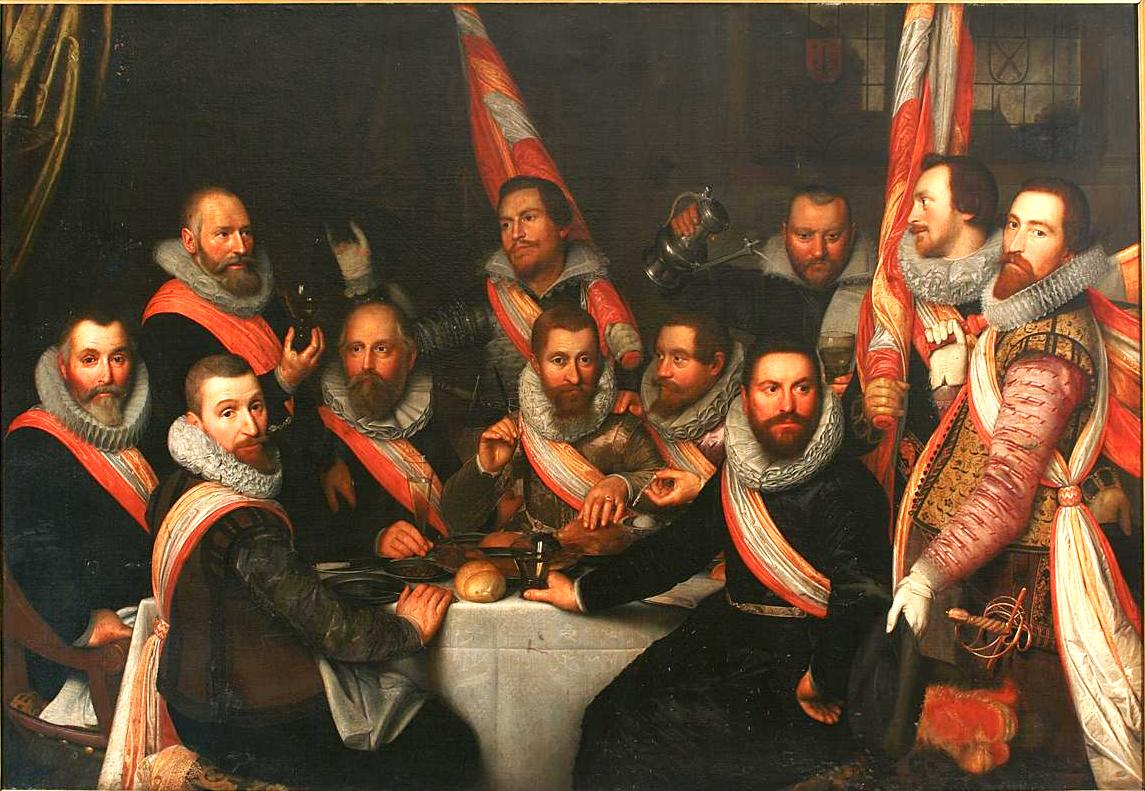
Cornelis Engelsz., Les Cluveniers, 1618.
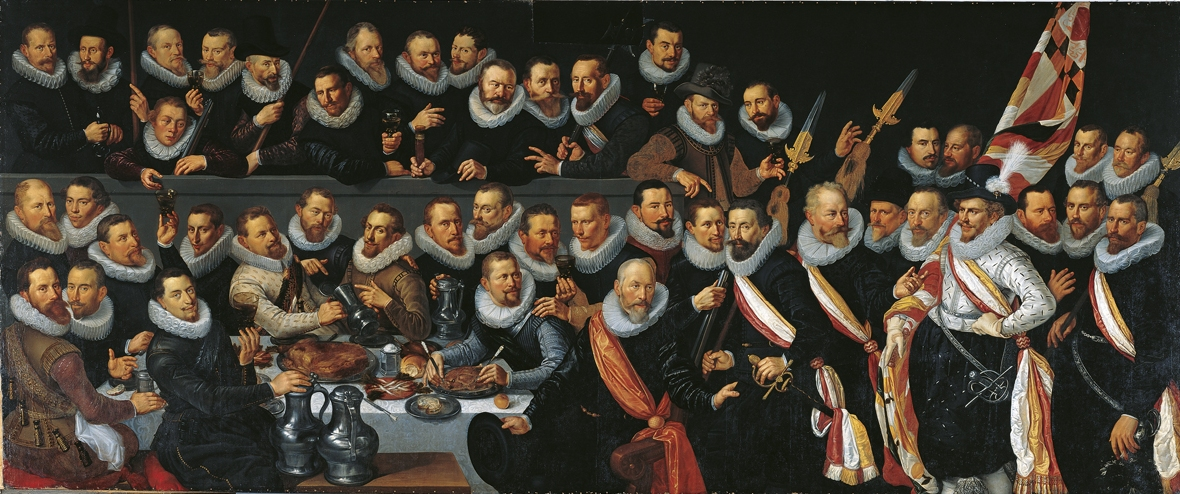
Frans Pietersz. de Grebber, Les Cluveniers, miliciens de Haarlem, 1619.
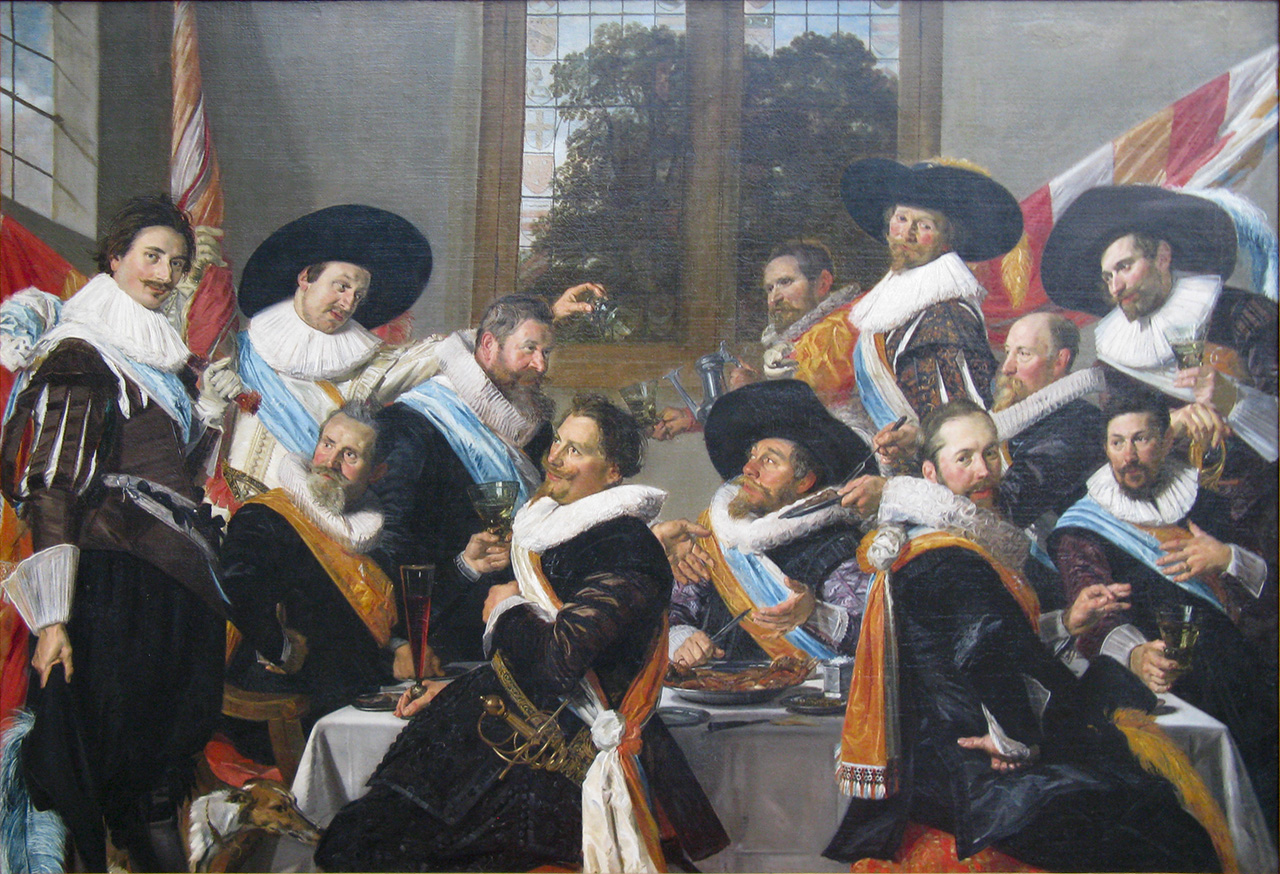
Frans Hals, Banquet des officiers du corps des archers de Saint-Adrien, 1627.
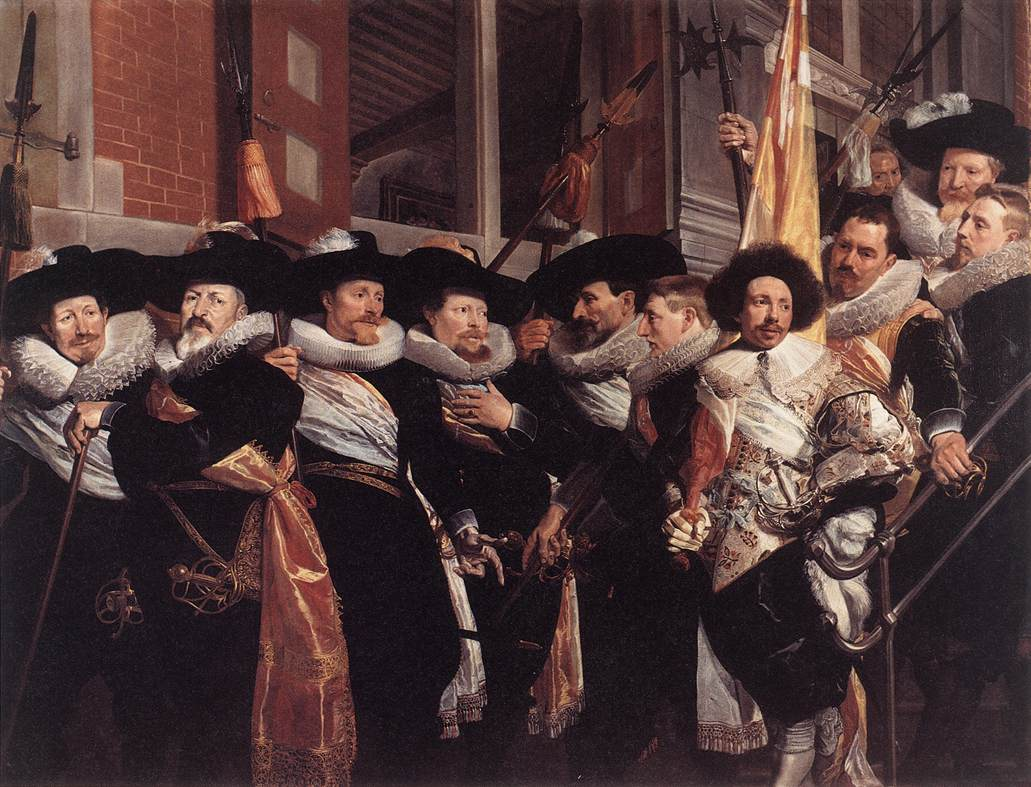
Hendrick Pot, Les Officiers de la milice de Saint-Adrien (en), 1630.

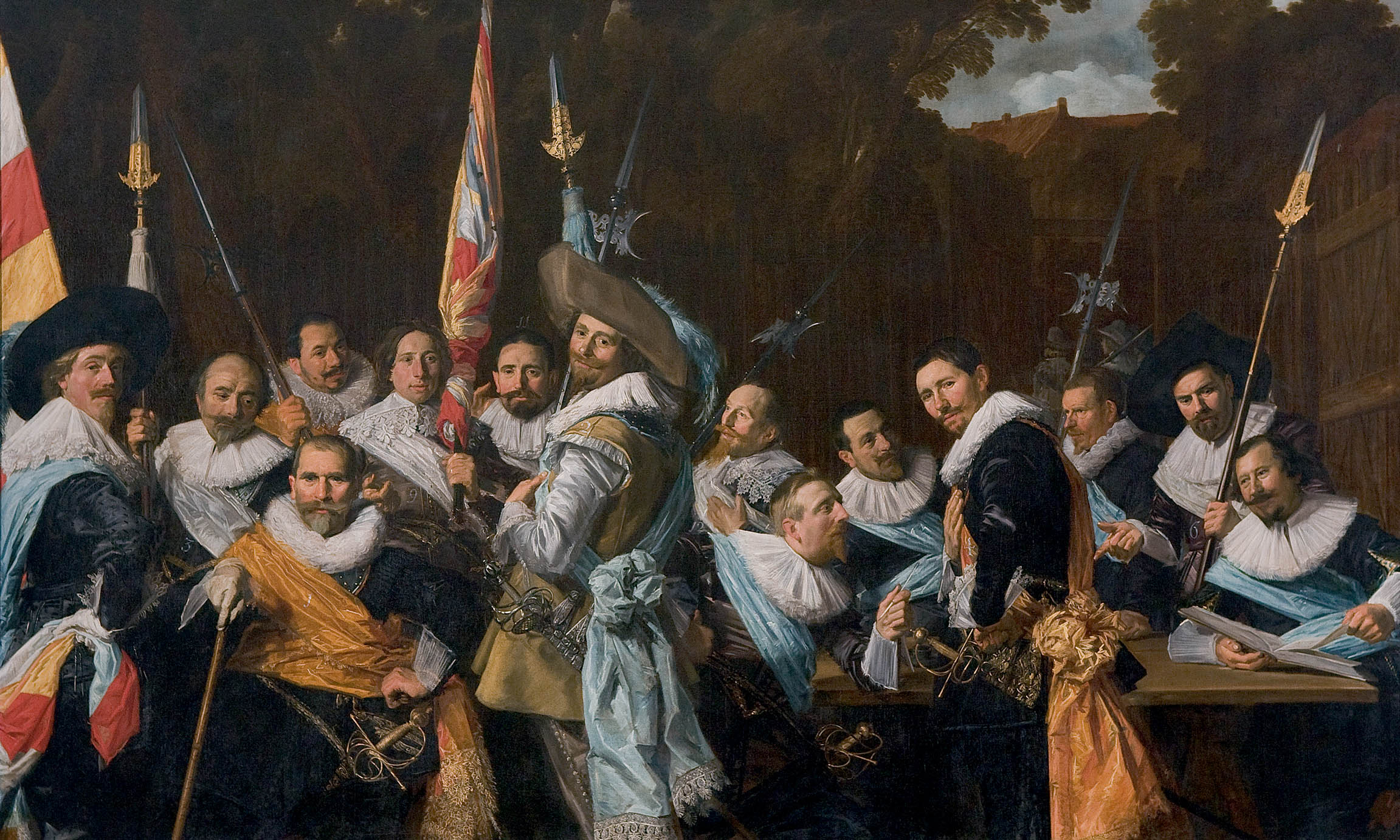
Frans Hals, Réunion des officiers et sous-officiers du corps des archers de Saint-Adrien (en), 1633.
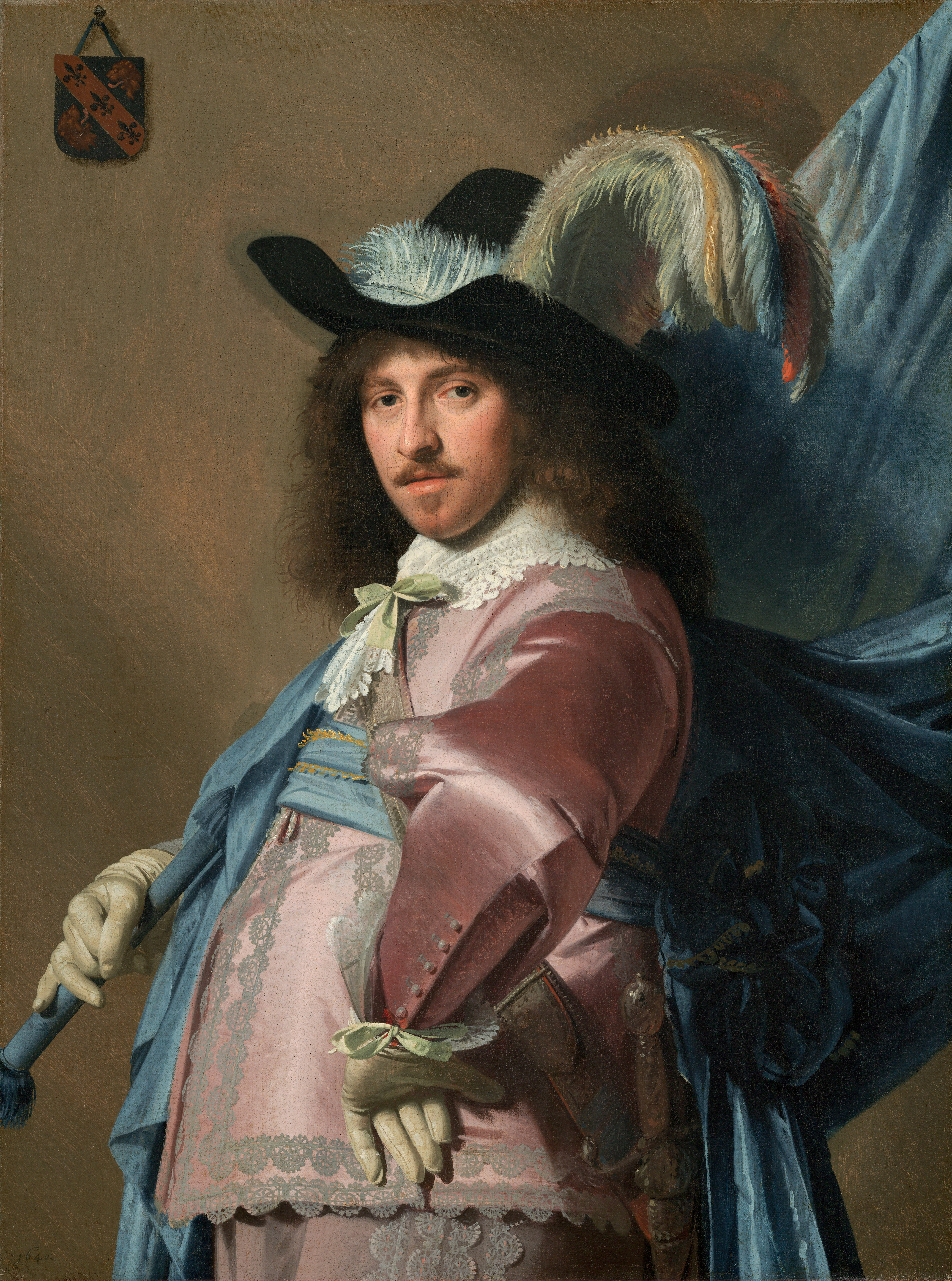
Jan Cornelisz. Verspronck, Le Porte-drapeau Andries Stilte, 1640.
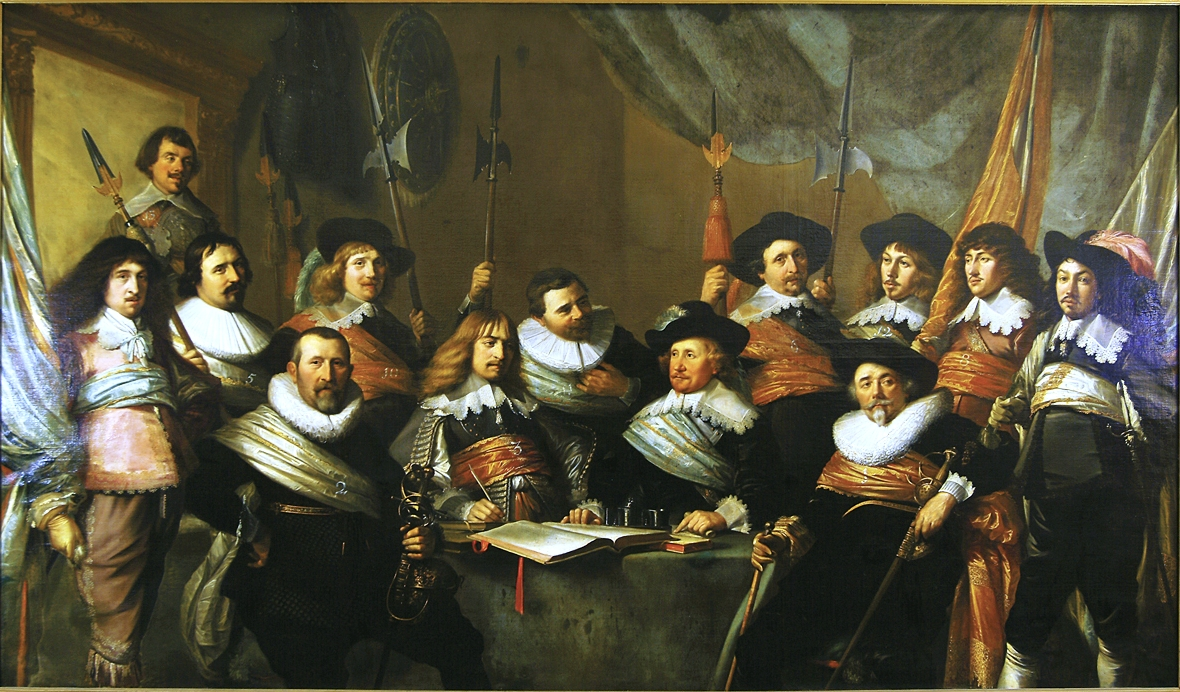
Pieter Claesz Soutman, Les Cluveniers de Haarlem, 1642.
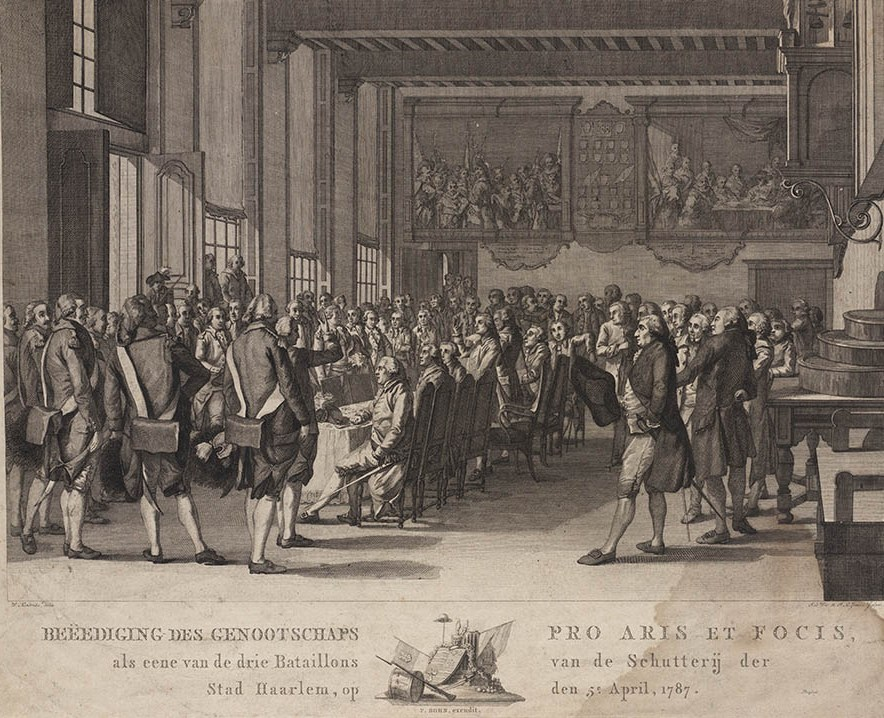
Wybrand Hendriks, Le Jurement Pro Aris et Focis dans la milice, 1787.

## Groupes de Saint-Georges

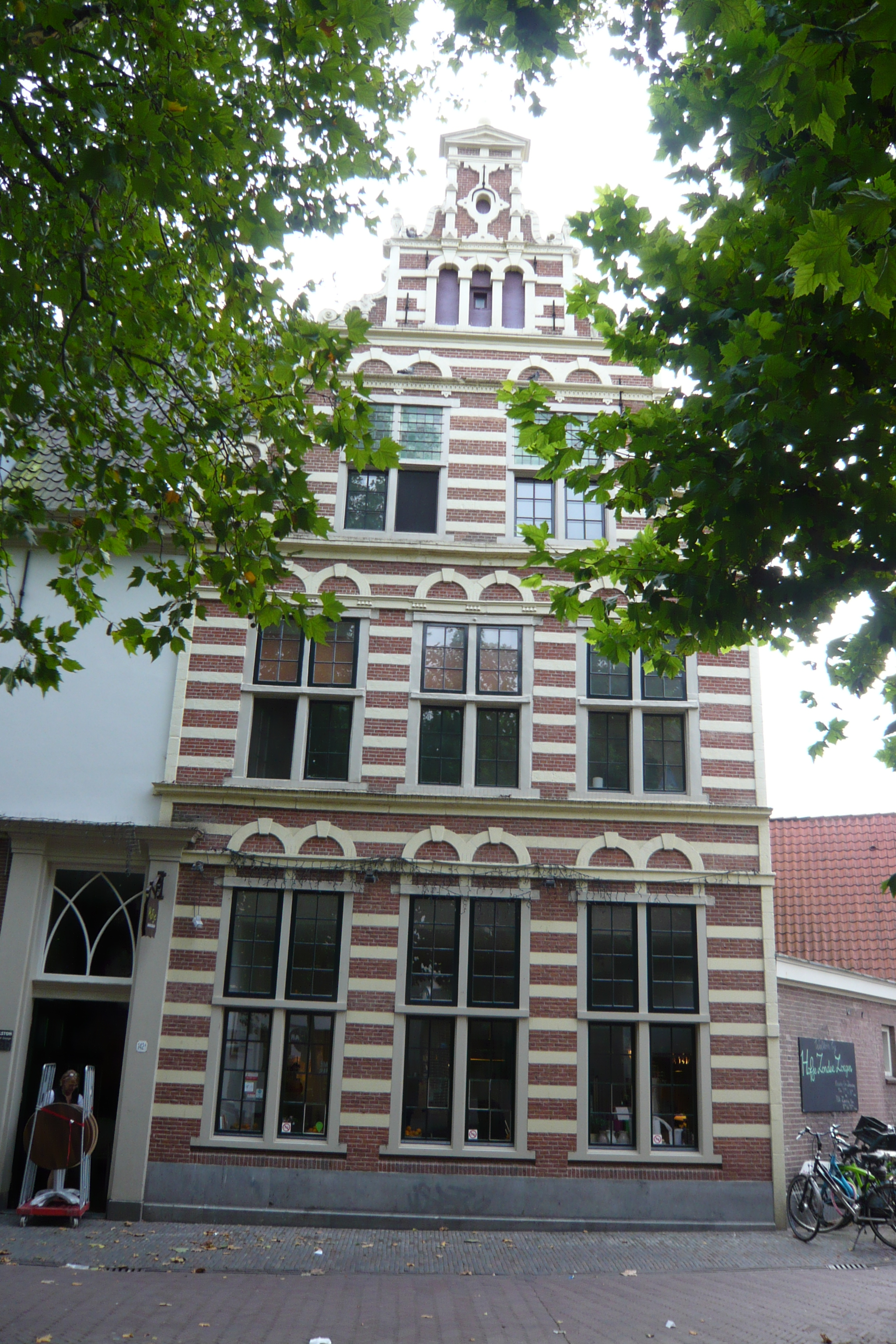
L'un des bâtiments où se réunissaient les membres de la milice de Saint-Georges, construit en 1592.

En 1577, le conseil de la ville de Haarlem rénove les bâtiments principaux de l'ancien cloître  Saint-Michel pour héberger les milices Oude schuts (« Vieux Miliciens »), dont le quartier général avait disparu dans l'incendie de 1572. Alors qu'ils n'ont officiellement plus de patron, on continue de les appeler St. Jorisdoelen (« les Miliciens de Saint-Georges »). L'ancien jardin est transformé en camp d'entraînement pour les archers, et un nouveau bâtiment est construit en 1592.
Aujourd'hui celui-ci héberge une boutique, un restaurant et un hofje qui entoure le jardin appelé Proveniershof.

Œuvres représentant les groupes de Saint-Georges
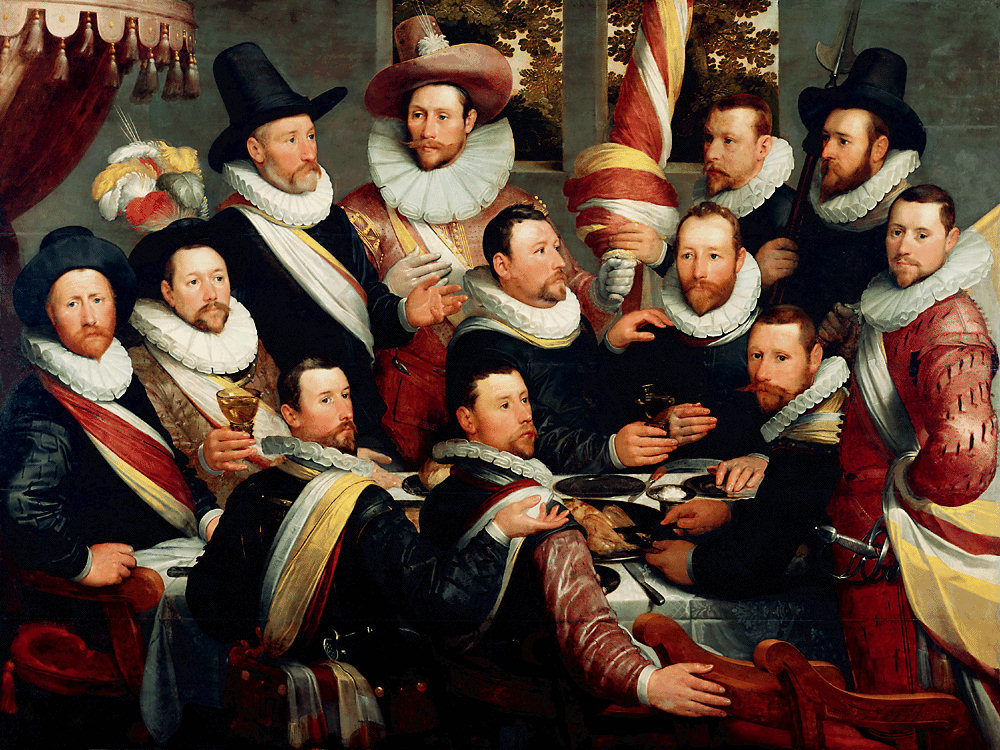
Cornelis Cornelisz van Haarlem, Banquet des officiers de Saint Georges, 1599.
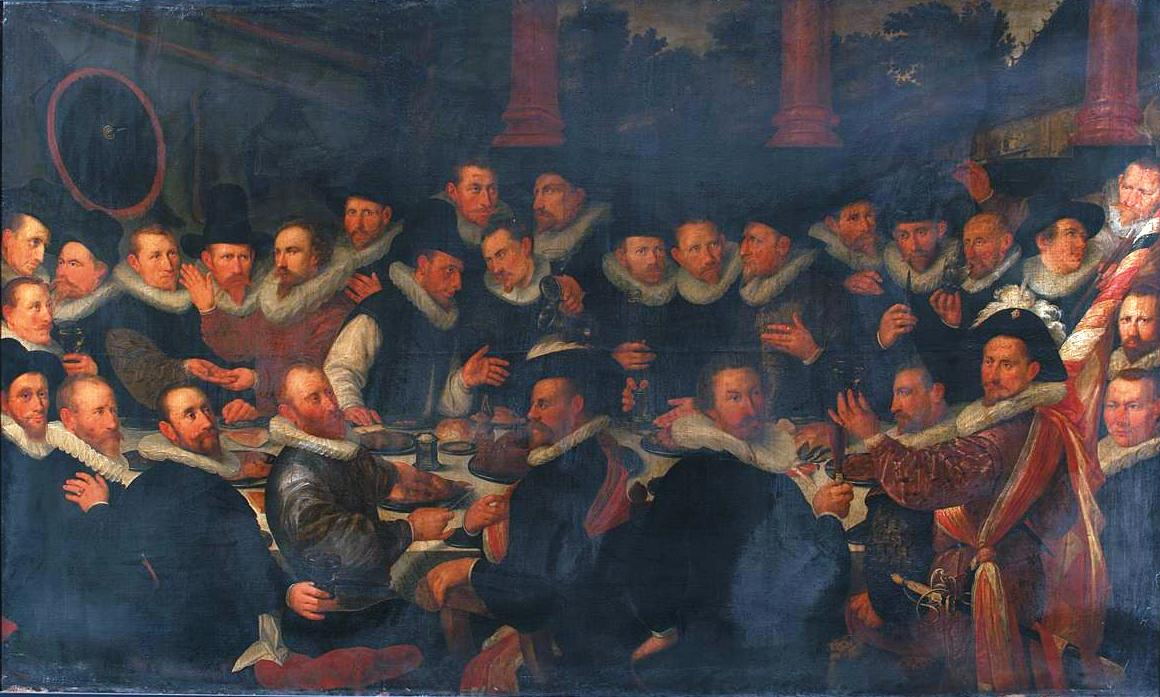
Frans Pietersz. de Grebber, Repas des officiers de Saint Georges, 1600.
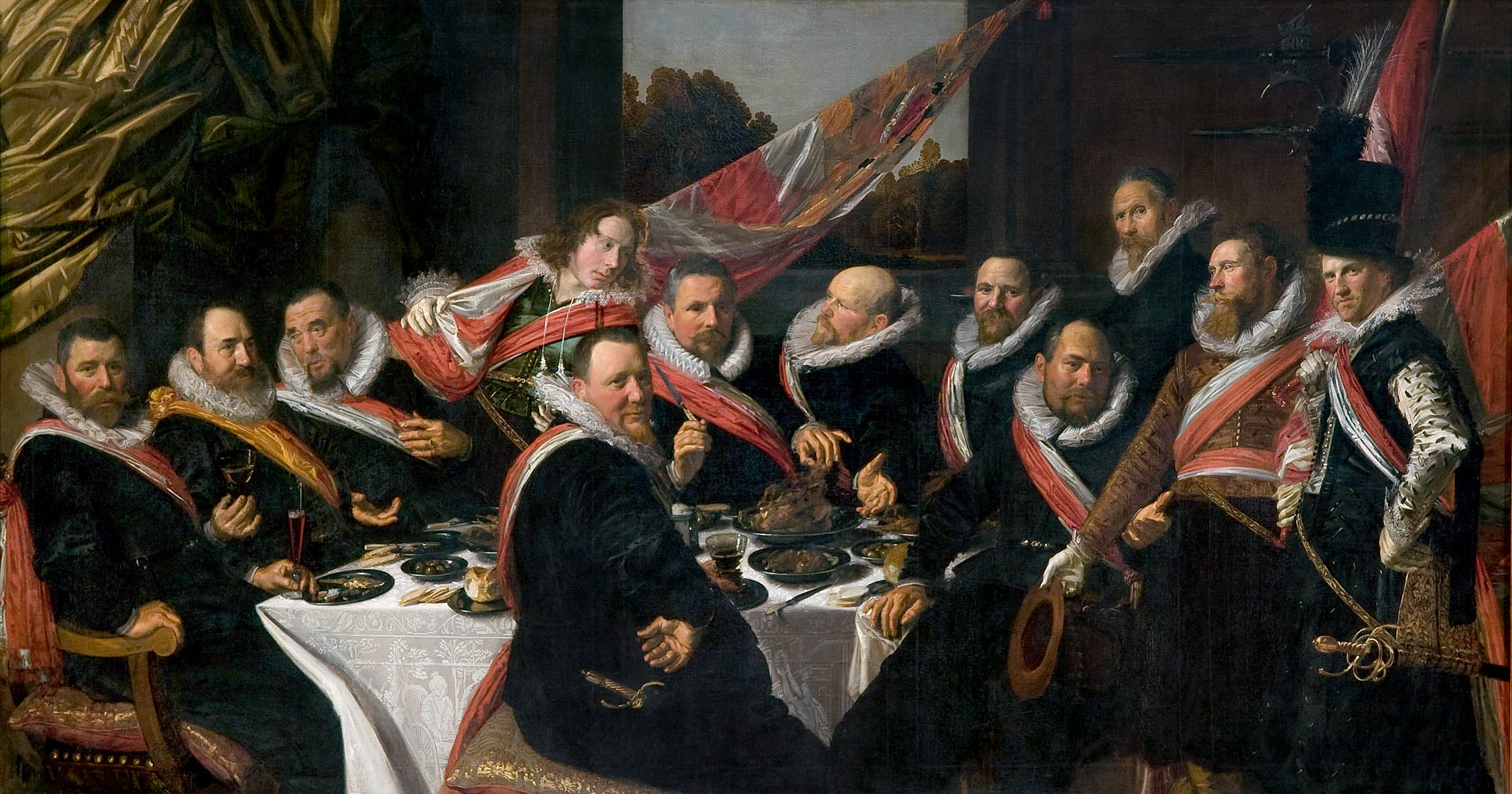
Frans Hals, Banquet des officiers du corps des archers de Saint-Georges, 1616.
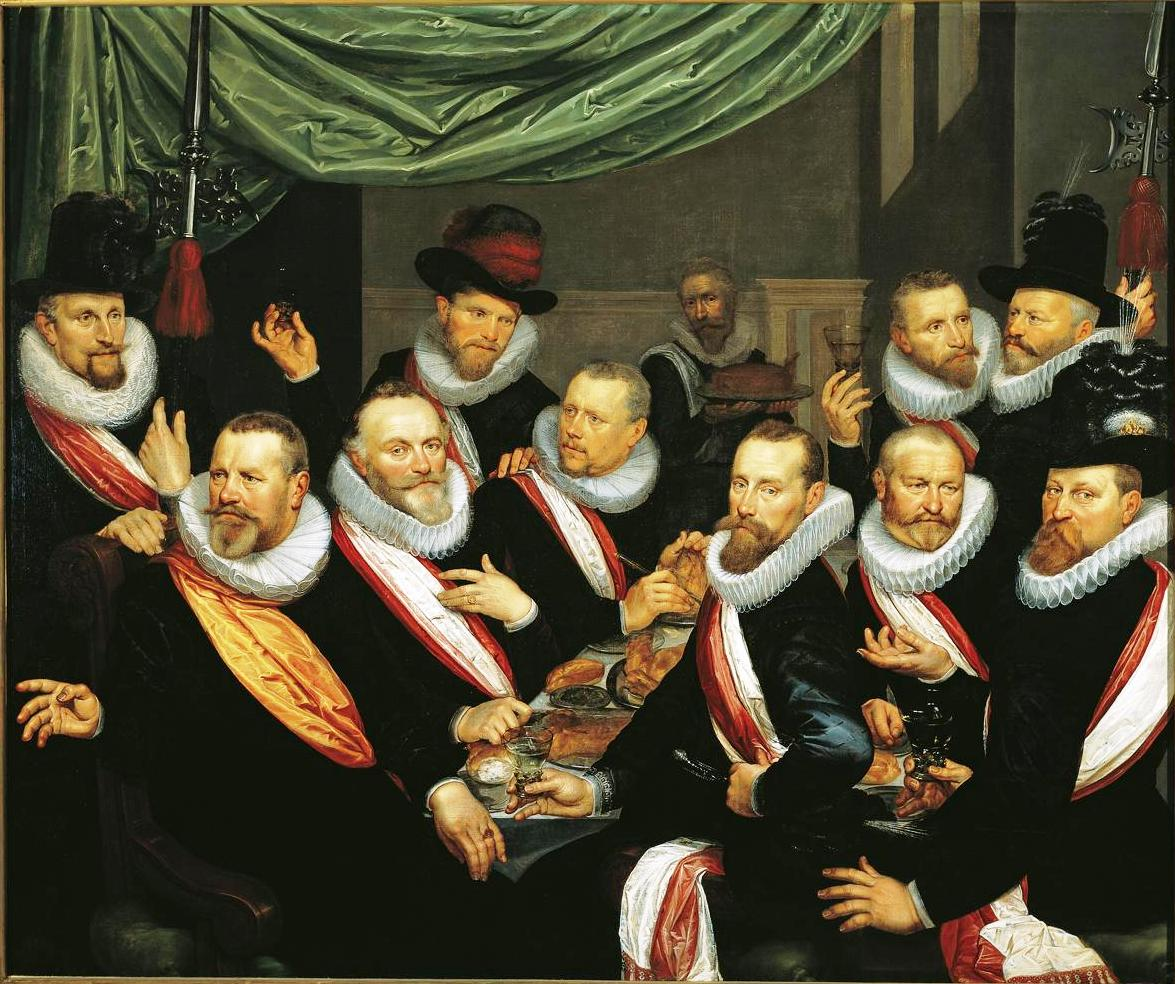
Frans Pietersz de Grebber, Repas des officiers de la guilde de Saint Georges, 1618.
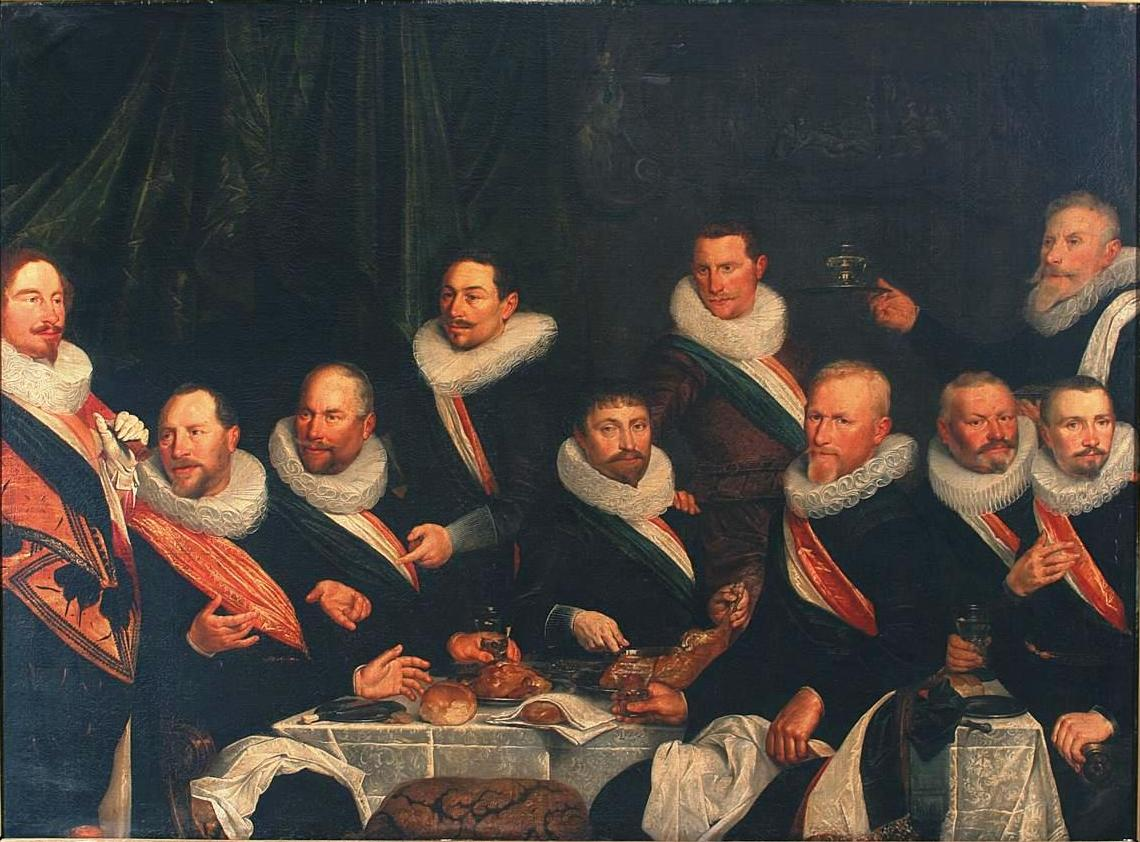
Frans Pietersz de Grebber, Repas des officiers de la guilde de Saint Georges, 1621-1624.
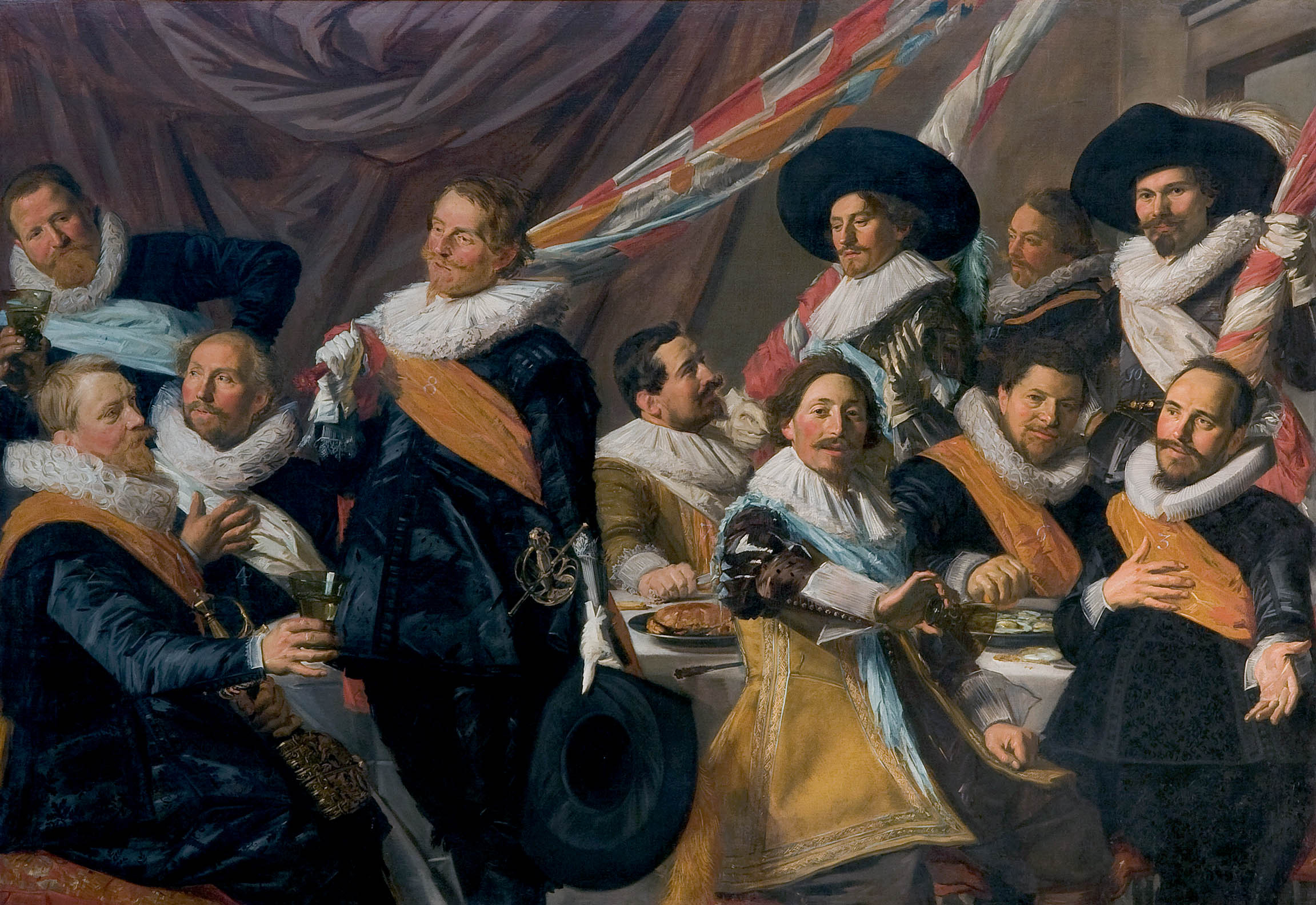
Frans Hals, Le Banquet des Officiers de la milice de Saint Georges en 1627 (en), 1627.
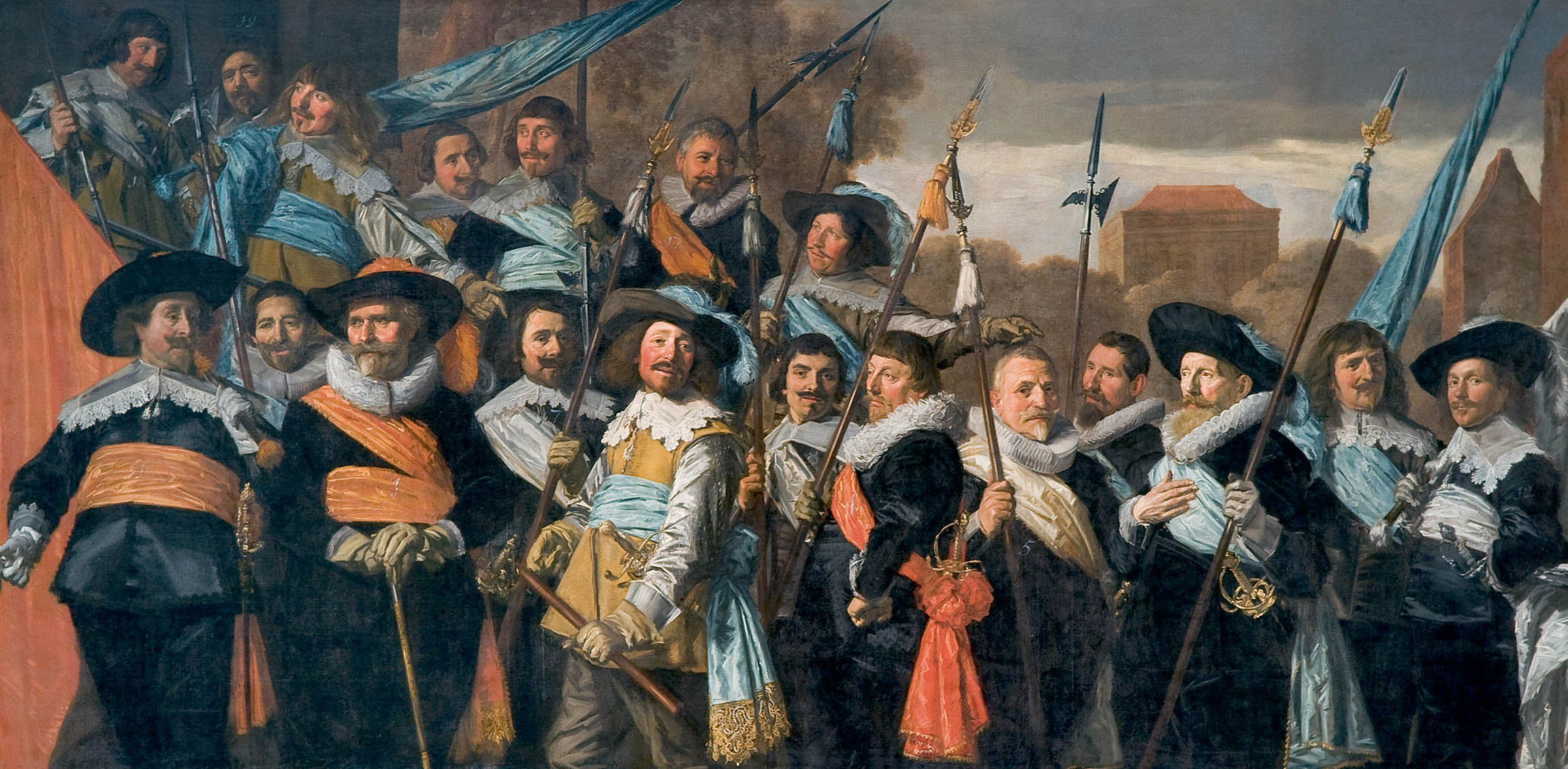
Frans Hals, Les Officiers de la milice de Saint Georges en 1638 (en), 1639.
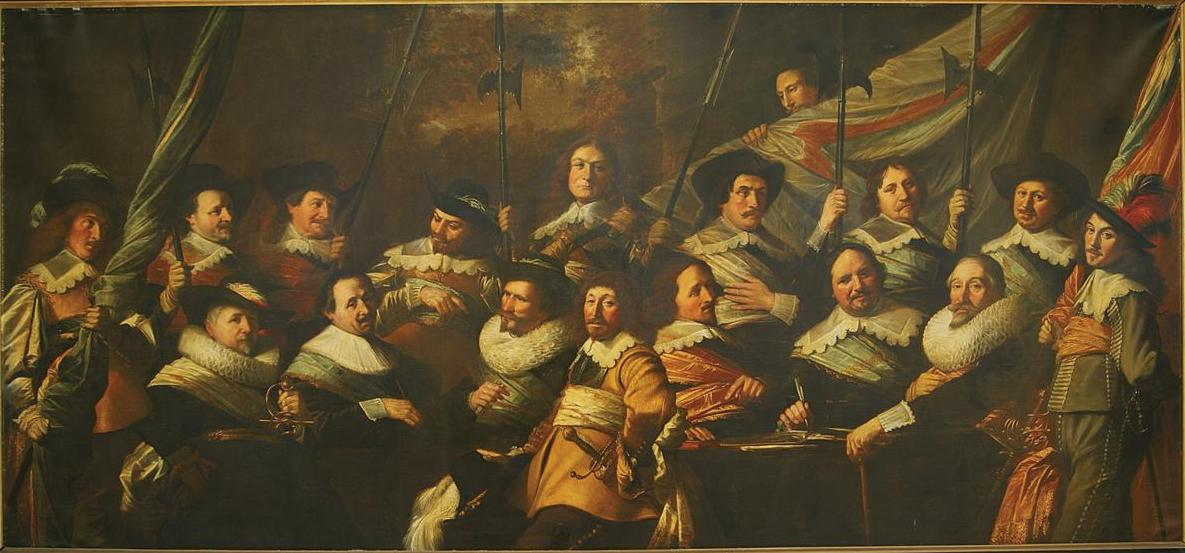
Pieter Claesz Soutman, Repas des officiers de la milice de Saint Georges, 1644.